# Heinrich Börner
Heinrich Friedrich Wilhelm Börner  (geb. Engelhardt; * 1. März 1919 in Linden bei Hannover; † 13. April 1940 in der Vahrenwalder Heide, Hannover) war ein deutscher Wehrmachts-Deserteur. 

## Leben
Börner war der uneheliche Sohn von der Magd Erna Frieda Lina Engelhardt. Nach der Hochzeit der Mutter mit dem Gärtner Heinrich Börner 1929 nahm Heinrich Junior im Jahr 1930 den Nachnamen Börner an. Er lernte den Beruf des Melkers und arbeitete zwischen 1934 und 1937 in Fallingbostel, Lamspringe, Helmstedt und Göttingen. Seine Meldekarte zeigt immer wieder Aufenthalte in der elterlichen Wohnung in der Dammstraße 17 in Hannover auf.
Vor dem Ausbruch des Zweiten Weltkriegs diente er ab 1938 bei dem Reichsarbeitsdienst (RAD) im Meldeamt 249 Braunschweig.
1938 wurde Börner in die Wehrmacht zum Artillerie-Ersatz-Regiment 19 Hannover eingezogen.
Börner wurde 1940 laut einem Gericht der 171. Division erschossen. Das Urteil wurde am Samstag, dem 13. April 1940 um 8 Uhr, auf einem Kasernenschießstand in der Vahrenwalder Heide vollstreckt. Das Delikt, welches Börner vorgeworfen wurde, ist nicht bekannt. Es wird Desertion vermutet.
Börner wurde auf dem Fössefeld-Friedhof Hannover beigesetzt.
Auf dem Bohlendamm 4 in Hannover liegt ein Stolperstein für Börner.